# فنادق الماسة
فنادق الماسة (بالإنجليزية: Al Masah Hotels)‏ هي سلسة فنادق مصرية تتبع حالياً الجهاز الوطني للإدارة والاستثمار. أنشئ أول فنادق الماسة عام 2006 في قلب القاهرة كفندق تابع للهيئة الشئون المالية للقوات المسلحة. وإستكمالاً لنجاح الفندق الأول تقرر التوسع بإنشاء أفرع أخرى للسلسلة الفندقية.

## الفروع
- الماسة (مدينة نصر).[4][5]
- الماسة (العاصمة الإدارية الجديدة).[6]
- الماسة (العلمين الجديدة).[7]